# Société nautique de Genève
La Société nautique de Genève (SNG, in italiano: Società nautica di Ginevra), è stata fondata nel 1872, ha come scopo lo sviluppo degli sport nautici e il sostegno attivo degli sportivi.
La SNG conta oltre 3 000 membri.

## Eventi sportivi
La Société nautique de Genève sviluppa diverse attività, tra le quali il sostegno agli sportivi d'élite, facendosi notare a più riprese per la qualità dei suoi sportivi che hanno vinto numerosi titoli nazionali e internazionali delle diverse discipline nautiche.
Per sostenere i giovani sportivi d'élite e per formare dei nuovi che possano un giorno assicurare la continuità e portare in alto i colori del club, la SNG dispone di un fondo sportivo destinato a aiutare i giovani che mancano di mezzi finanziari necessari e sostiene le scuole di vela, sci nautico e canottaggio gestiti da Christian Wahl.

### America's Cup
La Société nautique de Genève è detentrice della America's Cup vinta dal sindacato Alinghi per la prima volta nel 2003 e difesa nel 2007.
La 33esima edizione della America's Cup si "apre" con una disputa legale tra il defender Alinghi in rappresentanza della Société nautique de Genève, detentrice della coppa, ed il  BMW Oracle Racing Team in rappresentanza del Golden Gate Yacht Club.
Originariamente infatti Alinghi aveva accettato quale Challenger of Record il team Desafío Español per il Club Náutico Español de Vela. Il Golden Gate Yacht Club ha però impugnato l'"investitura" degli spagnoli per la violazione del "sacro" regolamento dell'America's Cup.
Con la sentenza del 2 aprile 2009, la Corte suprema di New York, ribaltando una precedente pronuncia resa in favore di Alinghi il 29 luglio 2008, riconosceva, definitivamente, nel Golden Gate Yacht Club il nome del Challenger of records della 33esima America's Cup.